# Girolamo Ferri
Girolamo Ferri (Longiano, 5 febbraio 1713 – Ferrara, 27 giugno 1786) è stato un presbitero e filologo italiano.

## Biografia
Studiò nelle scuole pubbliche di Longiano, poi, dal 1728 nel seminario vescovile di Rimini. Fra quella data e il 1733 ricevette gli ordini sacri. Precocissimo e dottissimo, nel 1733 fu maestro di retorica nella pubblica scuola di Longiano; nel 1737 insegnò a Massa Lombarda per sei anni, quindi dal 1743 ricoprì la cattedra di lettere greche, latine ed italiane nel Seminario di Faenza, per sedici anni. Dal 1760 al 1764 si trasferì a Rimini per poi tornare a Faenza. Nel 1772 fu nominato da papa Clemente XIV professore di eloquenza e di antichità greche e romane nello studio di Ferrara, ove rimase fino alla morte avvenuta il 27 giugno del 1786. Girolamo Ferri fu uno dei più importanti classicisti del suo secolo; diede alle stampe una ventina di scritti, altri, inediti, sono conservati presso la biblioteca storica "Lelio Pasolini" di Longiano.